# Taiaroa
Taiaroa (anglicky Taiaroa Head) je mys na konci poloostrova Otago na Novém Zélandu.

## Poloha
Mys představuje cíp poloostrova Otago, který se nachází nedaleko města Dunedin v regionu Otago na Jižním ostrově Nového Zélandu. Nejbližším sídlem je malé městečko Otakou, které leží tři kilometry na jih od mysu. Taiaroa představuje jakousi východní bránu do zálivu Otago. Mys je přístupný po silnici, jízda z Dunedinu trvá kolem jedné hodiny.

## Dějiny
Taiaroa byla osídlena Maory od poloviny 17. století až do 40. let 19. století. Maorové zde postavili opevněné sídlo (pā) Pukekura Pa. Kdysi se zde udála bitva mezi členy kmenů Ngāti Māmoe a Ngāi Tahu. V roce 1844 Novozélandská společnost odkoupila půdu, na které se mysu nachází, od kmene Ngāi Tahu. Kmen tehdy zastupoval vůdce Te Matenga Taiaroa. Právě po něm získal mys svůj název.
V roce 1864 byl na mysu postaven maják, který se dochoval dodnes. Tento maják představuje nejstarší stále funkční maják na Jižním ostrově a druhý nejstarší funkční maják na Novém Zélandu. Starší je pouze maják Tiritiri Matangi, který byl uveden do provozu pouze o 24 hodin dříve. Maják byl po několik desetiletí obydlen strážcem majáku, avšak od automatizace v roce 1921 je maják prázdný. Stavba je chráněna jako kulturní památka.
Koncem 19. století byla na mysu postavena obrněná pevnost vybavená děly a permanentně umístěnou posádkou. Dnes se v ní nachází muzeum.

## Fauna
Taiaroa je známá především svou bohatou faunou. Mys obývá až 10 tisíc mořských ptáků. Na jižní straně mysu je malá pláž Pilots (angl. Pilots Beach), kde se nachází největší kolonie tučňáků nejmenších na poloostrově Otago. Nedaleko pláže hnízdí tučňáci žlutoocí. Pláž je vyhledávána i místními mořskými savci jako jsou lachtani Forsterovi či lachtani novozélandští. V moři kolem mysu se vyskytují kosatky, plískavice tmavé, plískavice novozélandské, a občas i velryby jižní a keporkaci.
Kolonie albatrosů Sanfordových, která se na mysu zabydlela, představuje jedinou albatrosí kolonii na pevnině na jižní polokouli. Všechny ostatní kolonie albatrosů na jižní polokouli jsou rozesety po malých ostrůvcích. Vedle albatrosů, kteří jsou populární turistickou atrakcí, mys obývají kormoráni Stewartovi, kormoráni novozélandští, kolpíci královští nebo racci novozélandští. Celá oblast je chráněna jako přírodní rezervace.

## Galerie

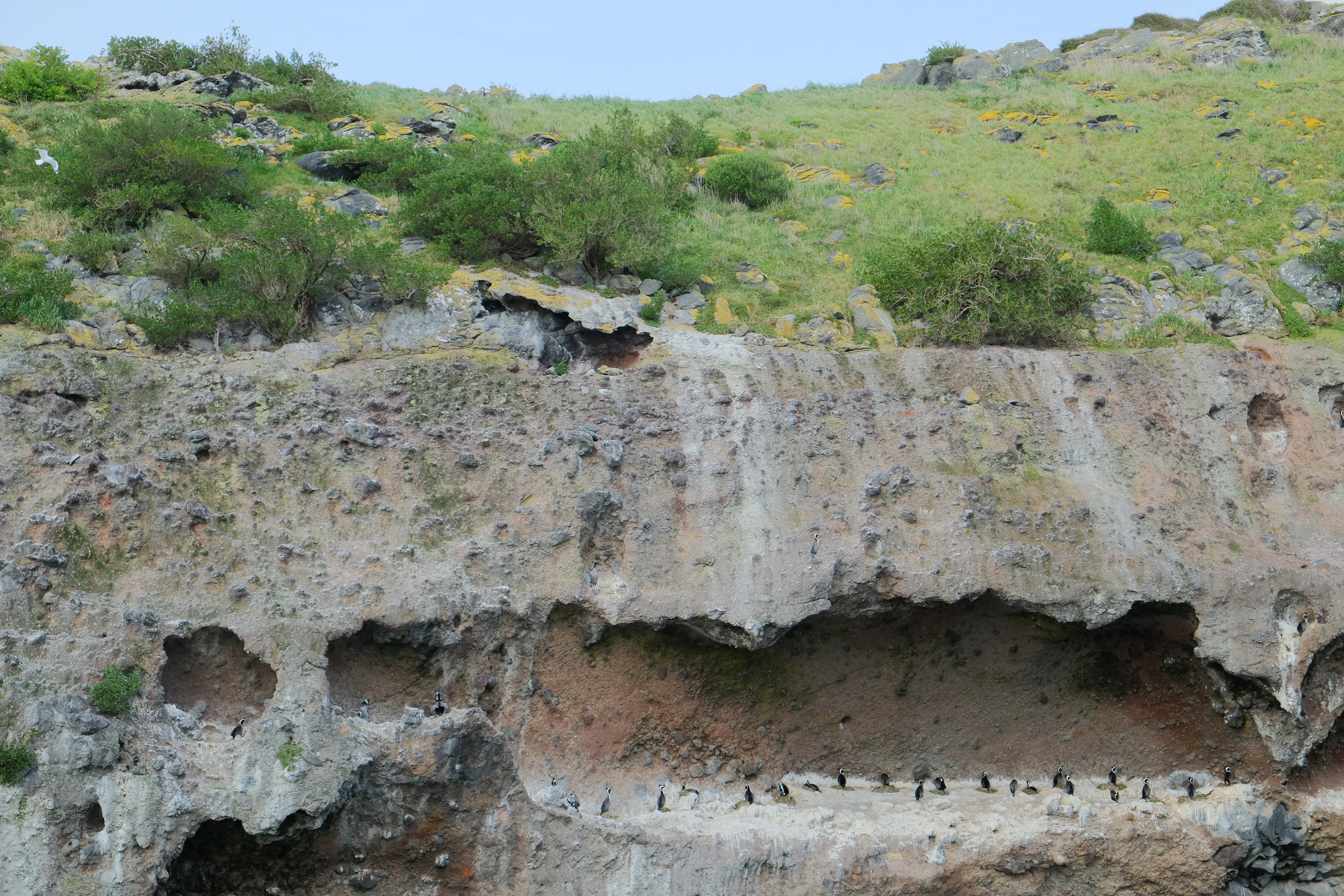
Kolonie kormoránů novozélandských
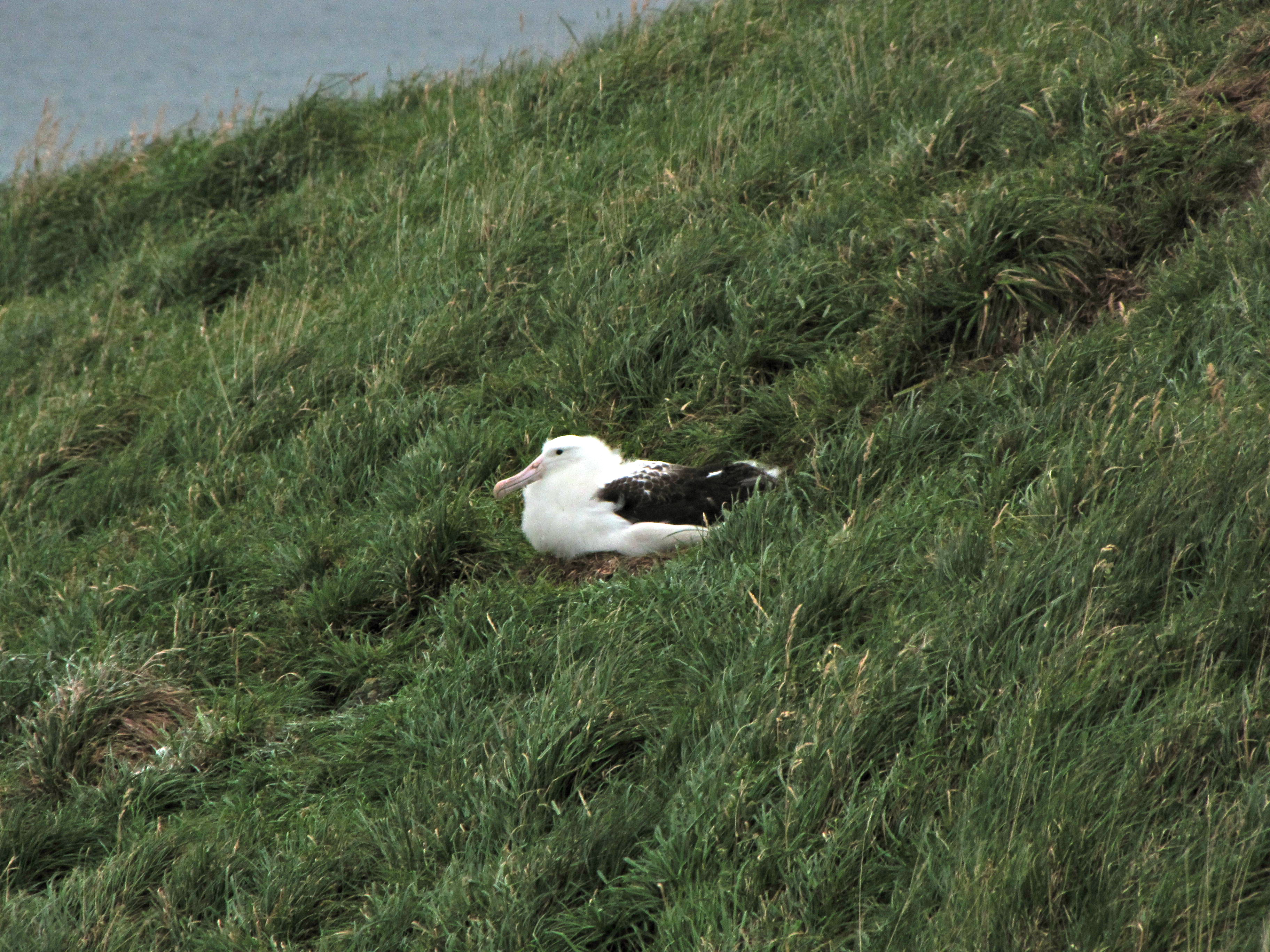
Albatros Sanfordův
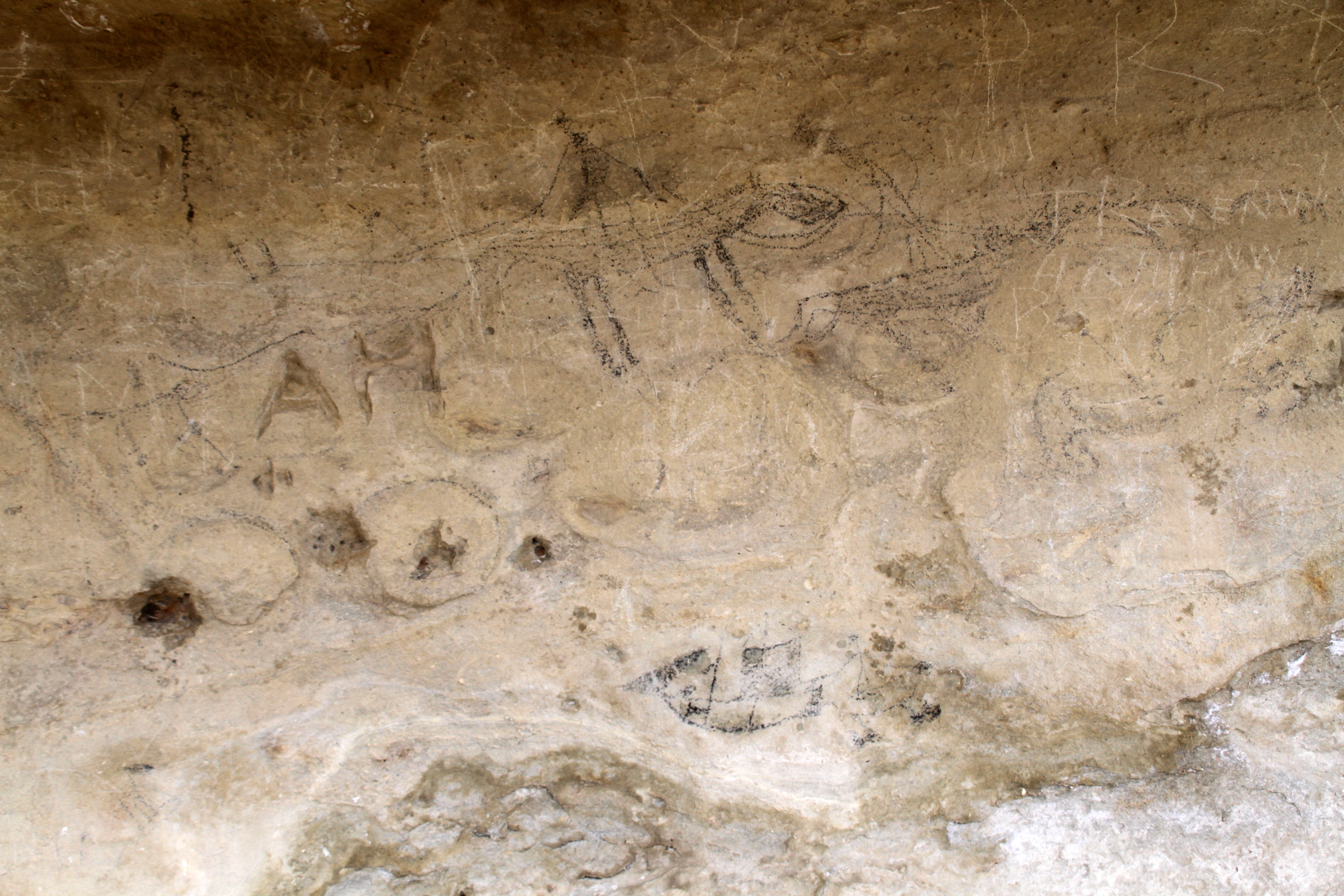
Skalní umění
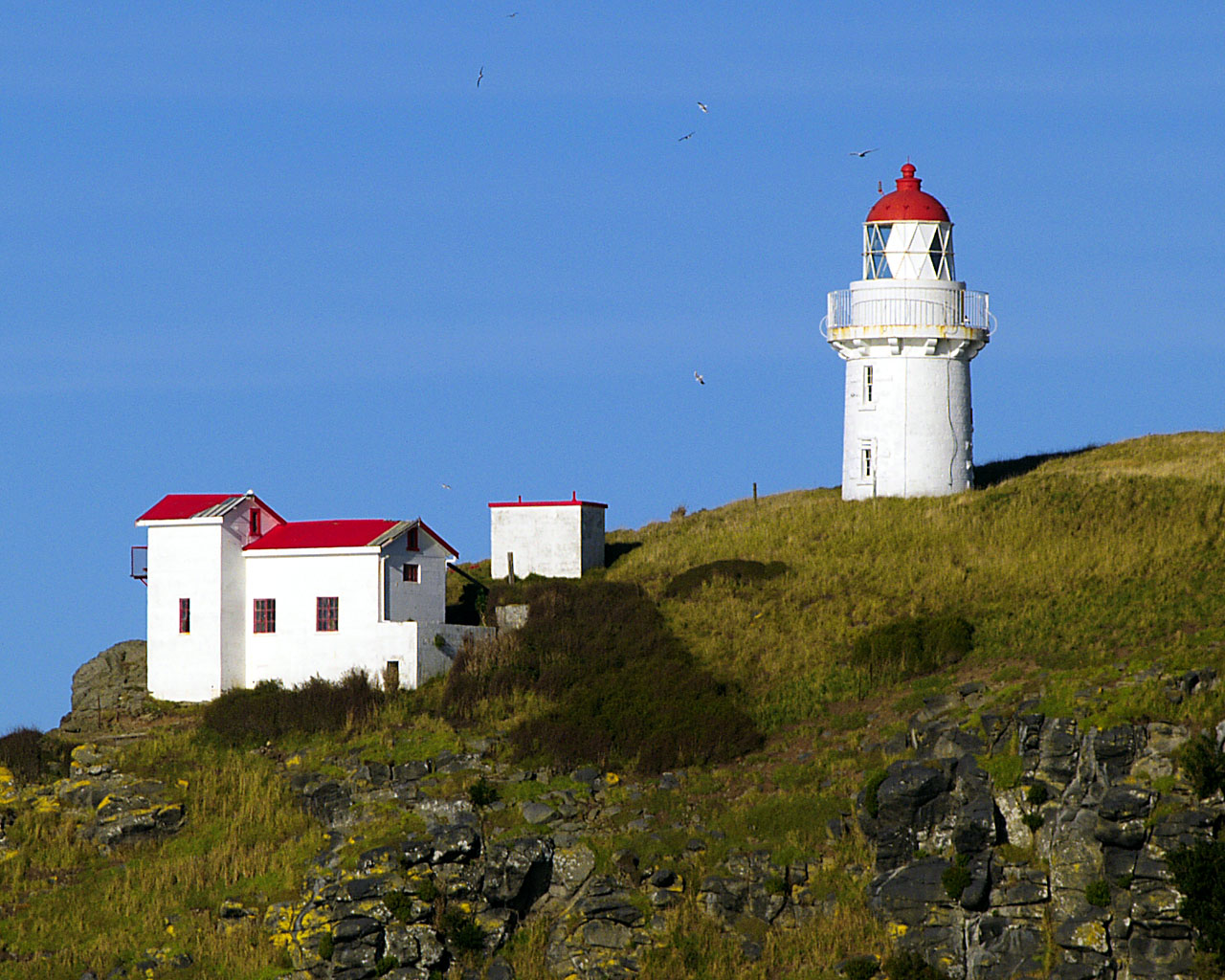
Maják Taiaroa
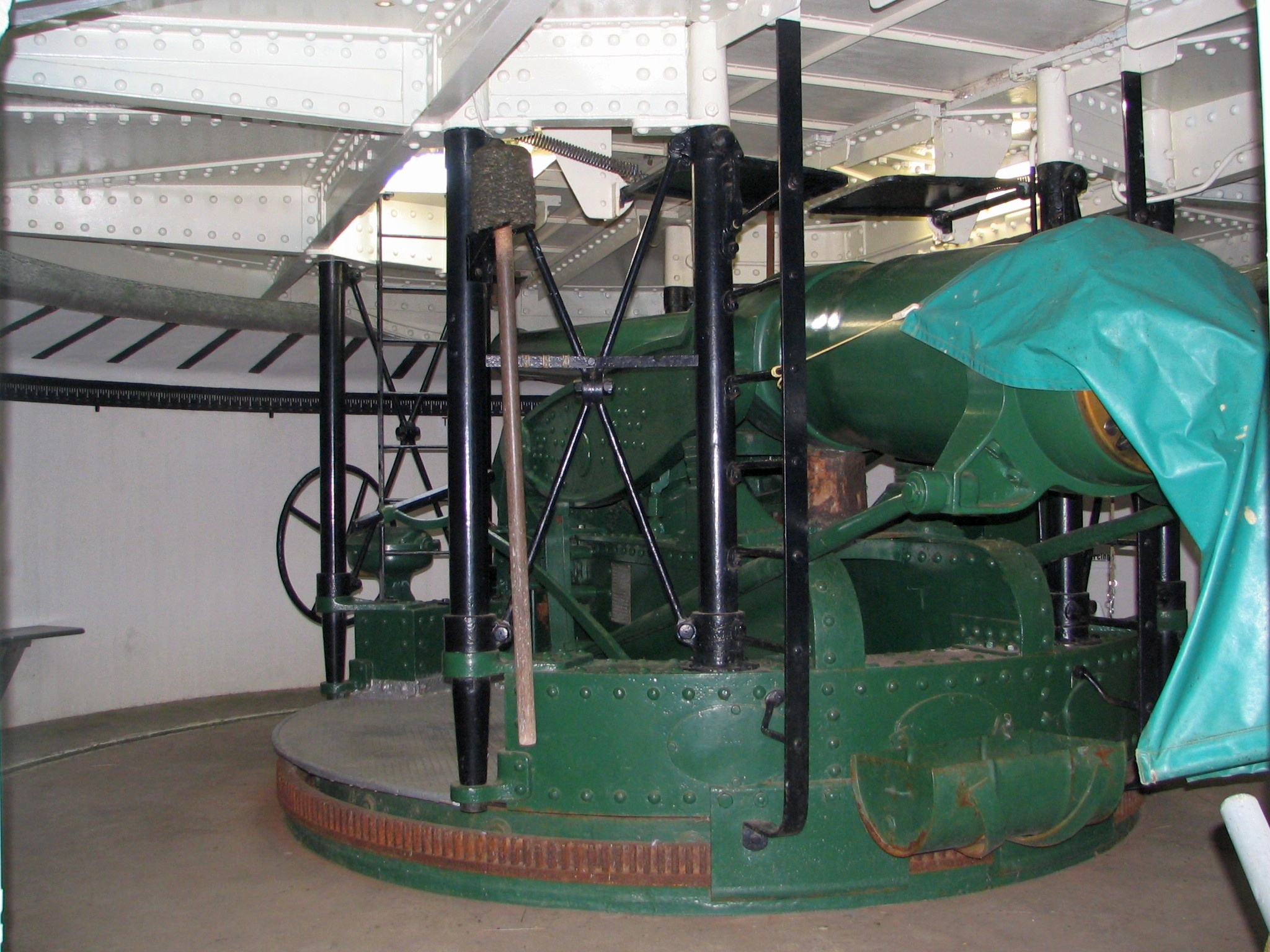
Rekonstruované historické dělo, které je dnes součástí muzea